# Berg-Sandkraut
Das Berg-Sandkraut (Arenaria montana) ist eine Pflanzenart aus der Gattung der Sandkräuter (Arenaria) innerhalb der Familie der Nelkengewächse (Caryophyllaceae).

## Beschreibung

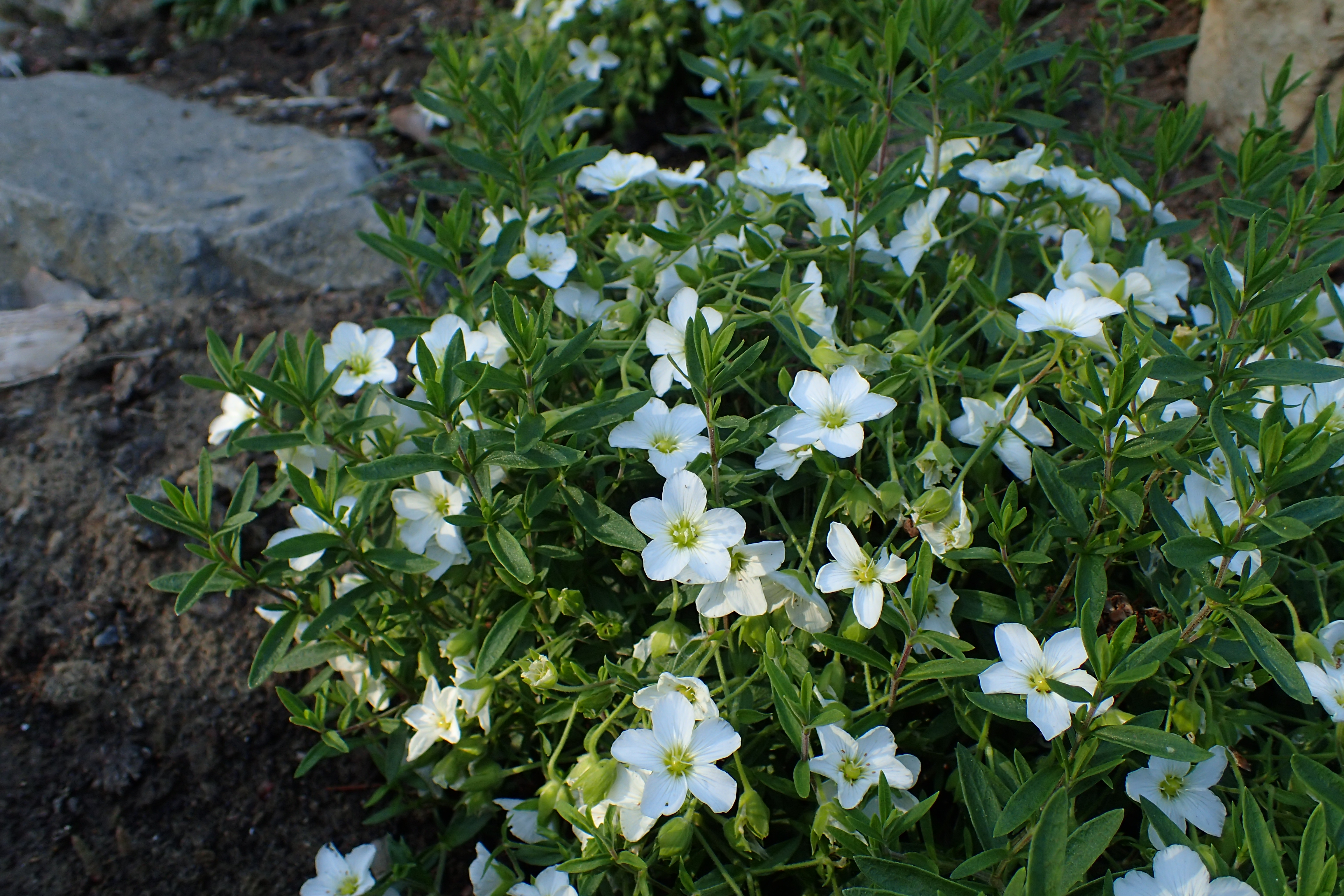
Habitus, Laubblätter und Blüten

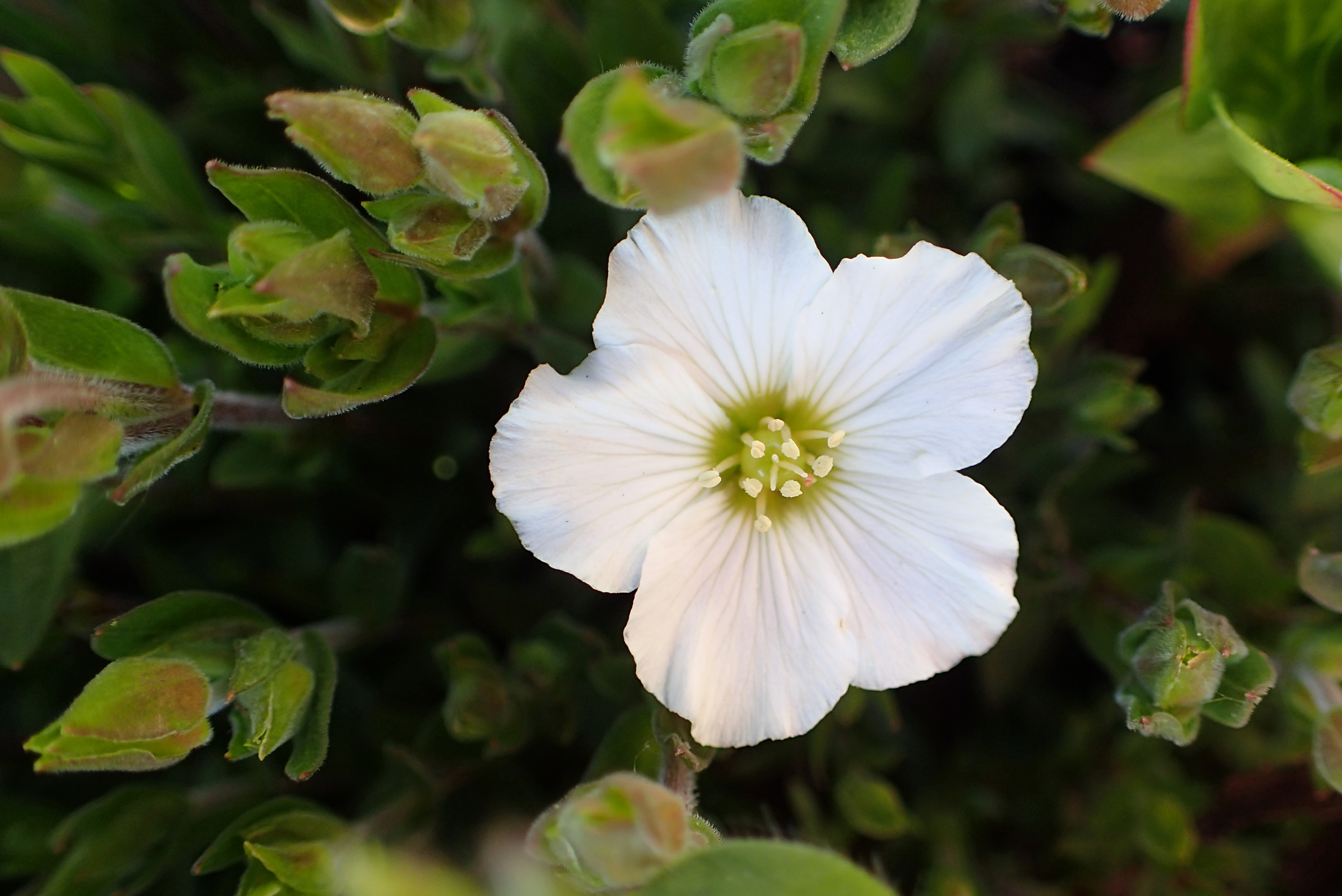
Fünfzählige Blüte im Detail

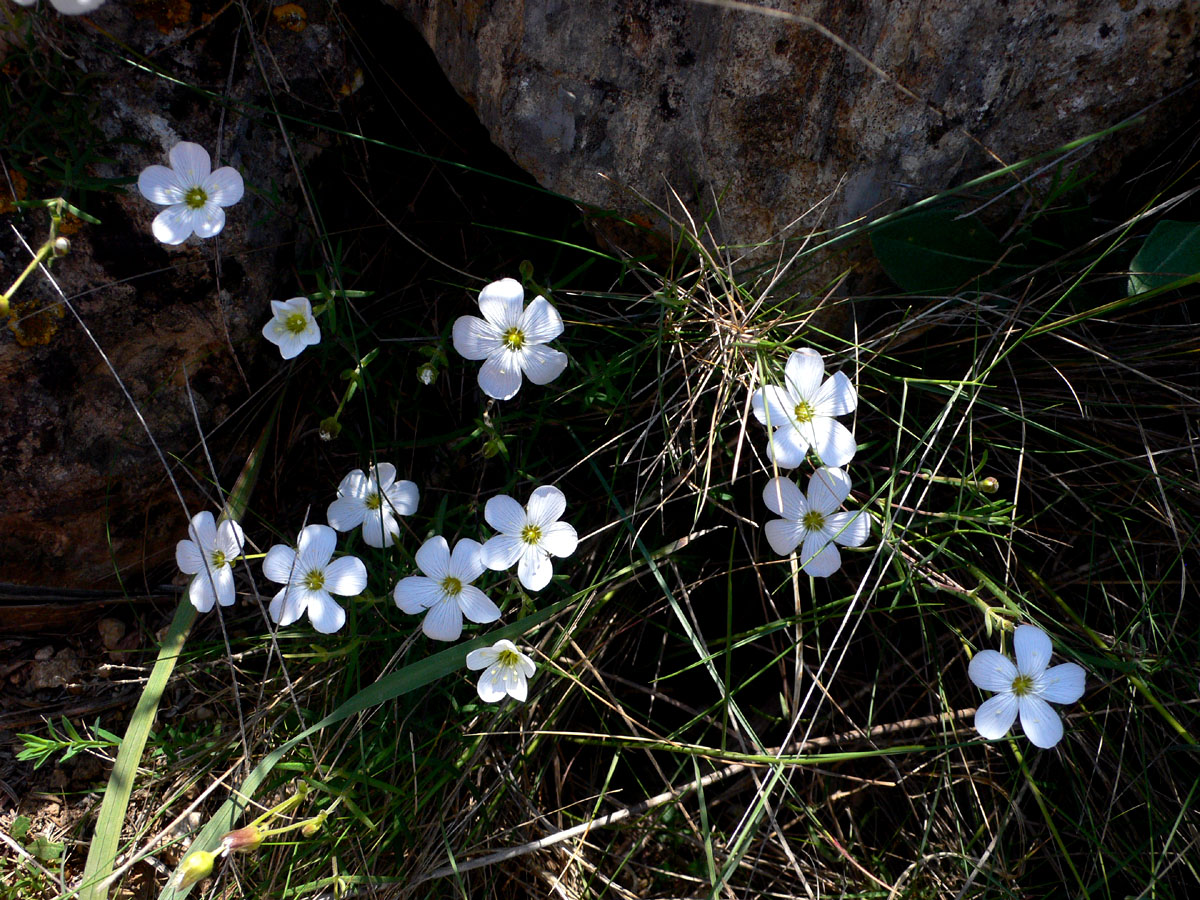
Habitus im Habitat

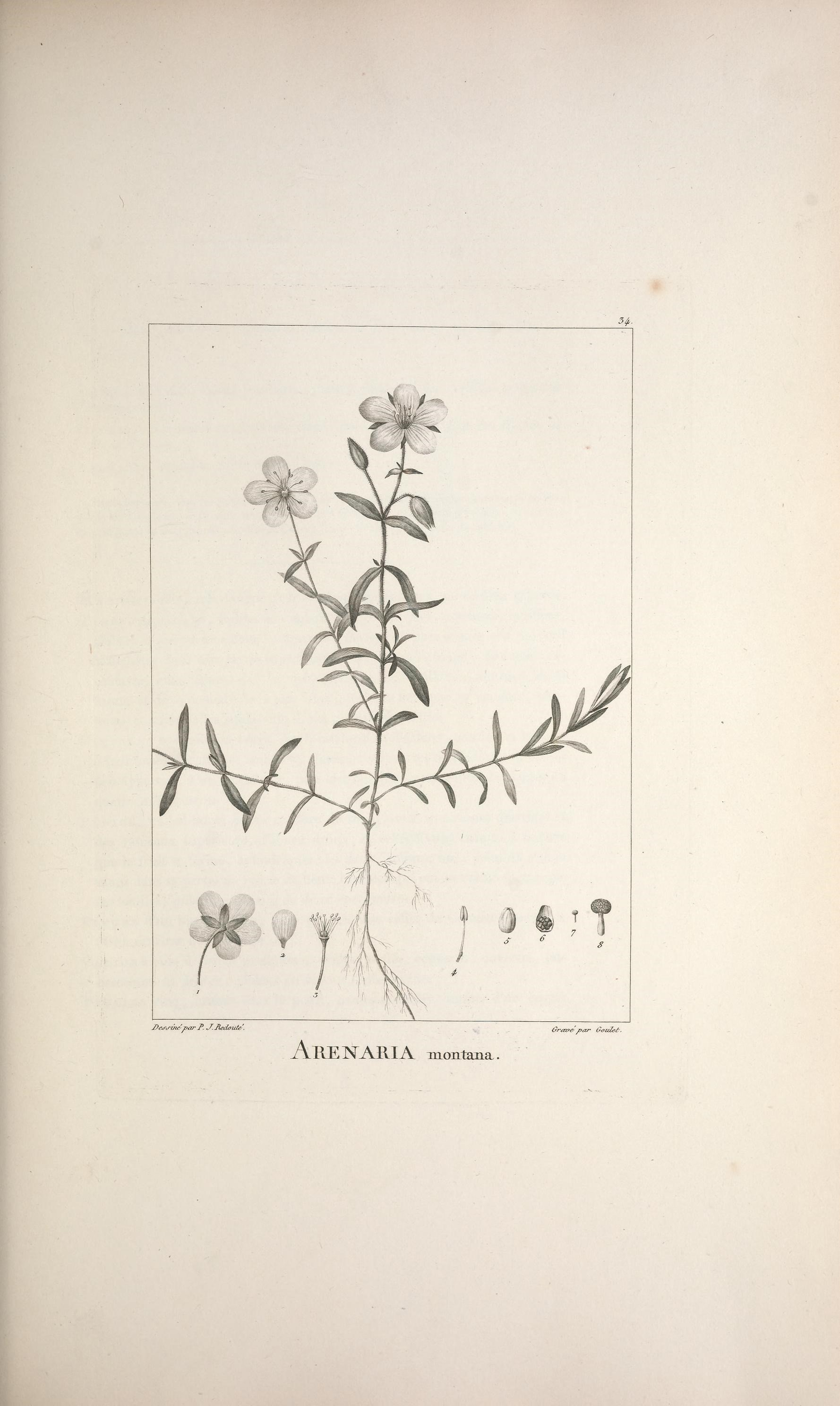
Illustration aus Description des plantes nouvelles et peu connues, Tafel 34

### Vegetative Merkmale
Das Berg-Sandkraut ist eine ausdauernde krautige Pflanze, die Wuchshöhen von 10 bis 35 Zentimetern erreicht. Sie ist sparrig verzweigt, niederliegend oder aufrecht. Die vegetativen Pflanzenteile sind mit einfachen Haaren besetzt (Indument). Die gegenständigen Laubblätter sind länglich-lanzettlich oder linealisch und am Rand umgerollt.

### Generative Merkmale
Die Blütezeit reicht Februar bis Mai, selten auch bis August. Bei der Unterart Arenaria montana subsp. intricata kommen im Blütenstand außer einfachen auch Drüsenhaare vor.
Die zwittrigen Blüten sind radiärsymmetrisch mit doppelter Blütenhülle. Die fünf Kelchblätter sind bei einer Länge von 5 bis 9 Millimetern eiförmig oder lanzettlich und spitz. Die Kronblätter sind länger als die Kelchblätter. Die fünf weißen Kronblätter sind 5 bis 14 Millimeter lang.
Die Kapselfrucht ist bei einer Länge von 5 bis 10 Millimetern kugelig-eiförmig. Die schwarzen oder grauen Samen sind rundlich-nierenförmig.

## Vorkommen
Das Berg-Sandkraut kommt in Marokko und in Südwesteuropa vor. Fundortangaben gibt es für Marokko, Spanien, Portugal sowie Frankreich. Es wächst auf felsigen Standorten, wenn sie beschattet sind, außerdem in offenen Wäldern und an Gebüschen.

## Systematik
Die Erstveröffentlichung von Arenaria montana erfolgte 1755 durch Carl von Linné in Centuria I. Plantarum ... 1, Seite 12. Ein Homonym ist Arenaria montana Sieber ex Steud. veröffentlicht 1840 in Nomenclature Botanique, 2. Auflage, 1, Seite 125. Das Artepitheton montana bedeutet „am Berg wachsend“.
Bei manchen Autoren gibt es von Arenaria montana zwei Unterarten:
- Arenaria montana subsp. montana: Sie kommt in Marokko, Portugal, Spanien und Frankreich vor.[4] Sie hat gewöhnlich keine Drüsen an der Blütenstielen. Die Kelchblätter sind am Rand häutig.[2]
- Arenaria montana subsp. intricata (Ser.) Pau (Syn.: Arenaria montana var. intricata Ser., Arenaria linearifolia Poir.): Sie kommt nur in Spanien vor.[4] Sie hat drüsige Blütenstiele. Die Kelchblätter sind ohne häutigen Rand.[2]